# Pneumatopteris pendens
Pneumatopteris pendens là một loài dương xỉ trong họ Thelypteridaceae. Loài này được D.D.Palmer mô tả khoa học đầu tiên năm 2005.
Danh pháp khoa học của loài này chưa được làm sáng tỏ. 